# Korstjärnen (Heds socken, Västmanland)
Korstjärnen är en sjö i Skinnskattebergs kommun i Västmanland och ingår i Norrströms huvudavrinningsområde.